# Repülőbaleset az Empire State Buildingnél
Az Empire State Building-i repülőbaleset 1945. július 28-án reggel történt New Yorkban, amikor egy eltévedt B–25 Mitchell bombázó repült bele a felhőkarcolóba. A balesetben 14 ember halt meg, 11 az Empire State Buildingben, három a gép fedélzetén.

## A baleset
Az amerikai bombázó Newarkba tartott Bedfordból. A gép parancsnoka a West Pointon végzett William F. Smith Jr. volt. Az alezredes gyakorlott pilótának számított, hiszen több mint harminc második világháborús bevetésen vett részt.
A gép sűrű ködben közelítette meg New Yorkot, ezért a személyzet kapcsolatba lépett a LaGuardia repülőtérrel, hogy ott kísérelnék meg a leszállást. A repülőtér rossz látási viszonyai miatt a légi irányítók arra utasították a bombázót, hogy haladjon tovább Newark felé legalább 1500 láb (457 méter) magasan, miközben Manhattant keresztezi. A gép ennél alacsonyabban, nagyjából 150 méteren szállt a városrész felett. Elképzelhető, hogy Smith összetévesztette az East Rivert a Hudson folyóval, ezért kezdett ereszkedni. A gép majdnem beleütközött az RCA Buildingbe, de azt még el tudta kerülni a kapitány egy gyors manőverrel, de a világ akkori legmagasabb épülete, az Empire State Building mellett már nem tudott elrepülni a 362 kilométer per órás sebességgel haladó B-25-ös.
Az 5. sugárúton sétálók később elmondták, hogy felnéztek a propellerek hangjára, és látták a repülőt, ahogy meredeken emelkedik, majd eltűnik a felhők között. Ezután robbanást lehetett hallani. Sokan arra gondoltak, hogy japán kamikazeakció történt New Yorkban.
A 15 tonnás bombázó 278 méter magasan, a 78. és a 79. emelet szintjén csapódott az Empire State Buildingbe. A gép egy 5,5 méterszer 6 méteres lyukat ütött az épület 34. utcára néző mészkő homlokzatába. Annak ellenére, hogy a szétrepülő, lángoló roncsok liftkábeleket vágtak át, illetve más épületeknek csapódtak, csak azokban az irodákban dolgozók haltak meg, amelyekbe a gép becsapódott. A legénység három tagján kívül az irodát bérlő katolikus szervezetek (War Relief Services, National Catholic Welfare Council) 11 munkatársa vesztette életét. A baleset miatt kiütött tűzhöz több száz tűzoltót vezényeltek.

## Érdekesség
• A balesethez fűződik egy Guinness-rekord is: Betty Lou Oliver liftkezelő túlélte, hogy kabinja 75 emeletet (több mint 300 métert) zuhant.

## Film
• Korabeli híradófelvétel a baleset helyszínéről